# Margadana (plaats)
Margadana is een bestuurslaag in het regentschap Tegal van de provincie Midden-Java, Indonesië. Margadana telt 11.863 inwoners (volkstelling 2010).